# Simulium vulgare
Simulium vulgare es una especie de insecto del género Simulium, familia Simuliidae, orden Diptera.

## Taxonomía
Fue descrita científicamente por Dorogostaisky & Rubtsov, 1935. Fue publicada en Materials for studying of systematics, geographical distribution and biology of black flies from Eastern Siberia.